# Syringin
Syringin je chemická látka obsažená ve vybraných druzích rostlin. Některé z těchto rostlin mohou být člověku i jedovaté. Syringin samotný však je pouze dráždivý. Dráždí pak především sliznice a kůži a může vyvolat alergickou reakci. Dříve byl v lidovém léčitelství užíván i proti horečce. Název látky syringin vznikl pravděpodobně odvozením z názvu rodu šeřík – Syringa.

## Výskyt
některé z rostlin, v nichž je syringin obsažen
- Citroník kantonský (Citrus limon)
- Akantopanax ostnitý (Eleutherococcus senticosus)
- Zlatice převislá (Forsythia suspensa)
- Ptačí zob vejčitý (Ligustrum japonicum)
- Ptačí zob (Ligustrum vulgare)
- Šácholan japonský (Magnolia kobus)
- Jitrocel větší (Plantago major)
- Trnovník akát (Robinia pseudacacia)
- Klanopraška čínská (Schisandra chinensis)
- Šeřík obecný (Syringa vulgaris)
- Jmelí bílé (Viscum album)